# Maria Branyas Morera
Maria Branyas Morera (ur. 4 marca 1907 w San Francisco, zm. 19 sierpnia 2024 w Olot) – hiszpańska superstulatka, od 17 stycznia 2023 roku najstarsza żyjąca osoba na świecie, a 20 kwietnia 2023 wyprzedziła wiekiem Anę Velę-Rubio (1901–2017) i została najstarszą osobą w historii Hiszpanii, której wiek został udokumentowany i pomyślnie zweryfikowany przez Gerontology Research Group.

## Życiorys
Maria Branyas Morera urodziła się 4 marca 1907 r. w San Francisco w Kalifornii. Następnie udała się wraz z rodziną do Nowego Orleanu, skąd w 1915 r. wyjechali do Olotu w Katalonii w Hiszpanii. W trakcie podróży do Hiszpanii, w wyniku upadku Branyas Morera doznała urazu błony bębenkowej, w wyniku czego na stałe straciła słuch w jednym uchu. Korzystała z aparatu słuchowego. W 2000 roku, kiedy Maria Branyas Morera miała 93 lata, przeprowadziła się do domu opieki w Olocie. W wieku 110 lat nadal samodzielnie czytała gazetę. Dyrektor ośrodka domu opieki nad osobami starszymi, Montse Valdayo, wyjaśnia również, że Maria Branyas każdego dnia daje nową lekcję życia oraz dzieli się wspomnieniami. Opisuje ją jako bardzo inteligentną i piękną osobę. Według krewnych Marii nigdy nie miała ona problemów ze zdrowiem. W 2020 r. przebyła COVID-19, stając się wówczas najstarszą osobą, która wyzdrowiała po zakażeniu SARS-CoV-2. W 2021 r. czuła się zdrowo.
22 grudnia 2019 r., po śmierci 113-letniej Josefy Santos Gonzalez, Morera stała się najstarszą znaną żyjącą osobą w Hiszpanii.
W wywiadzie dla „Observera” Maria Branyas Morera wzywała do większego zaangażowania w leczenie osób starszych na pandemię koronawirusa.
17 stycznia 2023 r. została po śmierci Lucile Randon najstarszą żyjącą osobą na Ziemi.